# Antonio Abenoza
Antonio Abenoza, ou Antoine Abenoza, est un footballeur espagnol né le 1er septembre 1926 à Alcolea de Cinca (Espagne) et mort le 26 juin 1953 à Witry-lès-Reims (Marne). Il a évolué comme gardien de but à Reims et Troyes.

## Biographie
Gardien de l'équipe amateur du Stade de Reims, championne de France en 1948, il signe son premier contrat professionnel la saison suivante. Il a été la doublure de Paul Sinibaldi durant quatre ans. Puis il devient titulaire à Troyes à partir de 1952. Mais à la fin de la saison, il décède dans un accident de la route ; le 26 juin 1953, il trouve la mort à quelques kilomètres de Reims, ainsi que cinq autres personnes dont sa fiancée et son beau-frère, l'attaquant vedette du Stade de Reims, Francis Méano,.

## Palmarès
- Champion de France Amateur en 1948 avec le Stade de Reims
- Champion de France en 1949  avec le Stade de Reims
- premier match en Division 1 : le 9 novembre 1947 :Metz-Reims (1-3)

## Carrière de joueur
- ESA Brive
- 1946-1952 : Stade de Reims (23 matches en Division 1)
- 1952-1953 : AS Troyes-Savinienne (31 matches en Division 1)

## Source
- Pascal Grégoire-Boutreau, Tony Verbicaro, Stade de Reims, une histoire sans fin, Éditions des Cahiers intempestifs, 2001. cf. page 63 (pour l'accident, NB: erreur dans la date du drame)
- Marc Barreaud, Dictionnaire des footballeurs étrangers du championnat professionnel français (1932-1997), Éditions l'Harmattan, 2001. cf. notice du joueur page 144.